# 田中勘解由
田中 勘解由（たなか かげゆ）は、幕末の越後村松藩武士。村松藩代表で出席した奥羽越列藩同盟軍議の席上、長岡藩士の河井継之助から長岡城落城の際の村松藩の対応について、執拗に責められたことから、突然、席上で自ら喉を突き自刃を図った。　

## 経歴
- 慶応4年（1868年）
  - 閏4月15日 - 村松藩番頭となり、中丁に住んで200石の用人兼帯[1]。
  - 5月19日 - 長岡城陥落。
  - 5月20日 - 田中勘解由小隊を率いて領内に出兵[1]
  - 5月22～23日 - 加茂で奥羽越列藩同盟の軍議に参加[1]、この席上、二日に渡って、河井継之助が村松藩を執拗に攻めたため、田中勘解由が自刃を図る（急所を外れ死には至らず、治療）。
  - 8月1日 藩主に従って米沢に移る[1]。
  - 10月21日 - 奥羽越列藩同盟軍敗戦後、村松に送り返され、監禁。監禁中に病死。[1]

## 奥羽列藩同盟軍議席上で自刃に及んだ事件の概要
長岡城の陥落（5月19日）後、5月22日に加茂において、会津藩家老一瀬要人が奥羽越列藩同盟軍各藩（会津、米沢、長岡、桑名、上山、村上、村松）重臣を請召して軍議を行った際、村松藩からは森重内、田中勘解由他が出席した。この席で長岡藩の河井継之助が森・田中に対して「長岡城落城の際に村松藩は尽力せず、その行動は奇怪である」と傍若無人に責めた。同席していた米沢藩参謀甘糟継成は日記に「河井は・・村松の田中等を責むるに、長岡落城の節尽力せず、其仕儀甚怪きを以てす、言甚切也、けだし村松は最初西軍を迎るの国論なりしを、長岡、会津に迫られ、又我（米沢藩）倉崎等に説れて同盟に加わり、長岡に援兵を出せしか、19日落城の折、その兵狼狽して、味方の勢に砲発せし故、大いに諸藩に疑はると云。」と記載している。
5月23日、前日に続き奥羽越列藩同盟の軍議に参加、席上で河井継之助がふたたび村松藩に二心があると厳しく追及し、田中勘解由らと口論となった。議題ごとに河井と対立し、議論はすこぶる激論になったという。長岡藩と会津藩は村松藩への疑いが晴れず、村松城を奪って後顧の憂いを無くして戦うことを提案した。
ここにおいて、田中勘解由は憤懣のあまり、いきなり刀を抜いて喉を突いてその場に伏せ、議場は騒然となった。幸い急所を外れ、死にいたらなかったが、この騒ぎについて甘糟継成は日記に「会津、長岡深く村松を疑いて止まず、ひそかに村松城を奪って後顧の念を絶たんことを議す、因て村松より出会せし、森重内、田中勘解由を語々詰難して止まず、田中、昨日よりとりわけ屈啄（くったく）の体なりしか、今日会議中たちまち刀を抜いて自ら喉を貫きて伏す。　ここにおいて、一座おおいに騒ぎ立て介抱するに、幸いして急所をよけて死せず」と記している。
甘糟は田中が自刃を企てた理由が「村松藩では最初は官軍に帰降する論が多いなか、田中等の説得で同盟方に従い長岡に出兵したにもかかわらず、今は同盟方諸藩の疑いを蒙り、進退に窮したようだ」との報告を聞き、田中を哀れみ、ひそかに森重内を招き、事態の打開を図るため、藩主堀直賀と家族を米沢へ立ち退かせて諸藩の疑いを解き、村松藩の安全を図るように説得し、森重内も喜んで承諾し、藩主夫人と世子堀直張の米沢藩での保護を願い出た。
ここにおいて、甘糟継成から河井継之助、一瀬要人等にその処置を告げ、断じて村松藩の異心なき旨を説き、これにより長岡藩、会津藩ともに了承した。